# Leif G.W. Persson
Leif Gustav Willy Persson (ur. 12 marca 1945 w Sztokholmie) – szwedzki kryminolog, autor powieści sensacyjno-kryminalnych, scenarzysta filmowy i aktor.

## Życiorys
Pochodzi z niezamożnej rodziny. Jego ojciec, Gustav, był stolarzem, a matka, Margit – gospodynią domową. Ukończył cenioną, stołeczną szkołę średnią, Norra Real, a następnie Uniwersytet Sztokholmski na wydziale kryminologii. Przez pewien czas prowadził zajęcia ze studentami zarówno na uczelni w Sztokholmie, jak i uniwersytecie w Linköping. Ponadto przez cały czas zajmował się badaniami nad przestępczością w Szwecji, a szczególnie nad metodologią i statystykami wykrywalności przestępstw. Następnie został konsultantem szwedzkiego Głównego Urzędu Statystycznego (Statistiska Centralbyrån), a od 1967 był doradcą Krajowego Zarządu Policji (Rikspolisstyrelsen) przy jego ówczesnym szefie, komisarzu Carlu Perssonie.
W 1977 został posądzony o ujawnienie dziennikarzowi „Dagens Nyheter”, Peterowi Brattowi, treści tajnego dokumentu, dotyczącego tzw. afery Geijera. W przesłanym premierowi Olofowi Palme raporcie szef policji informował o tym, że minister sprawiedliwości, Lennart Geijer, regularnie korzysta z usług prostytutek jednej ze sztokholmskich agencji towarzyskich. Wywołany publikacjami Bratta skandal spowodował natychmiastowe zwolnienie z pracy Leifa Perssona. Sytuacja, w której się znalazł, niemal doprowadziła Perssona do samobójstwa. W przezwyciężeniu kryzysu pomógł mu powrót do pracy na uniwersytecie. W 1980 uzyskał stopień doktora, a dwa lata później został mianowany profesorem nadzwyczajnym. W 1991 otrzymał tytuł profesora Uniwersytetu Sztokholmskiego w dziedzinie kryminologii. Rok później powrócił także do Rikspolisstyrelsen, gdzie pracował do 2009.
Od lat 80. współpracuje ze stacjami telewizji szwedzkiej (TV3, SVT). Występuje jako komentator w programach o tematyce kryminalnej, poświęconych m.in. niewyjaśnionym przestępstwom. Jest także autorem scenariuszy do wielu telewizyjnych filmów kryminalnych, w których niekiedy grywał epizodyczne role. Na podstawie jego powieści, Grisfesten, szwedzki reżyser Bo Widerberg nakręcił film fabularny Mannen från Mallorca (Człowiek z Majorki), który wszedł na ekrany w 1984.
Jego córka Malin Persson Giolito jest prawnikiem i pisarką.

## Pisarz
Do zajęcia się pisarstwem skłoniły go przeżycia związane ze skandalem Geijera. Swoją pierwszą książkę, Grisfesten, opublikował w 1978. Obecnie należy do czołówki szwedzkich autorów powieści sensacyjno-kryminalnych. Wiele jego utworów zostało sfilmowanych. Jest także współautorem książek o myślistwie i kucharskich.

## GW
W 1972 napisał artykuł do jednej z głównych gazet sztokholmskich, który został opatrzony zdjęciem Leifa Perssona – szwedzkiego mistrza motocrossu. Od tego czasu między swoje pierwsze imię i nazwisko wstawia (bez kropek) litery „GW”, będące inicjałami jego dwóch pozostałych imion (Gustav Willy).

## Twórczość

### Powieści
- 1978 Grisfesten
- 1979 Profitörerna
- 1982 Samhällsbärarna
- 2002 Mellan sommarens längtan och vinterns köld – wyd. pol. Między tęsknotą lata a chłodem zimy, Czarna Owca 2010, tłum. Wojciech Łygaś, ISBN 978-83-7554-239-4
- 2003 En annan tid, ett annat liv – wyd. pol. W innym czasie w innym życiu, Czarna Owca 2011, tłum. Wojciech Łygaś, ISBN 978-83-7554-279-0
- 2005 Linda – som i Lindamordet – wyd. pol. Linda, Czarna Owca 2012, tłum. Dominika Górecka, ISBN 978-83-7554-487-9
- 2007 Faller fritt som i en dröm – wyd. pol. Swobodny upadek jak we śnie, Czarna Owca 2011, tłum. Wojciech Łygaś, ISBN 978-83-7554-006-2
- 2008 Den som dödar draken – wyd. pol. Ten, kto zabije smoka, Czarna Owca 2014, tłum. Dominika Górecka, ISBN 978-83-7554-748-1
- 2010 Den döende detektiven – wyd. pol. Umierający detektyw, Czarna Owca 2012, tłum. Dominika Górecka, ISBN 978-83-7554-398-8
- 2013 Den sanna historien om Pinocchios näsa – wyd. pol. Nos Pinokia, Czarna Owca 2014, tłum. Dominika Górecka, ISBN 978-83-7554-807-5
- 2015 Bombmakaren och hans kvinna – wyd. pol. Bomber i jego kobieta, Czarna Owca 2017, tłum. Maciej Muszalski, ISBN 978-83-8015-364-6
- 2016 Kan man dö två gånger? – wyd. pol. Czy można umrzeć dwa razy?, Czarna Owca 2018, tłum. Iwona Jędrzejewska, ISBN 978-83-8015-698-2

### Inne
- 1990 Stora Machoboken (wspólnie z Janem Guillou i Pärem Lorenzonem)
- 1991 Grabbarnas Stora Presentbok (wspólnie z Janem Guillou i Pärem Lorenzonem)
- 1992 Grabbarnas kokbok (wspólnie z Janem Guillou)
- 1996 Från Fagerhult till Sibirien – Om jakt och Jägare (wspólnie z Janem Guillou)
- 2011 Gustavs grabb – autobiografia
- 2018 Professor Wille Vingmutter, mästerdetektiv – autobiografia

## Nagrody i wyróżnienia
- 1982 Najlepsza szwedzka powieść kryminalna – Samhällsbärarna
- 2003 Najlepsza szwedzka powieść kryminalna – W innym czasie w innym życiu
- 2010 Najlepsza szwedzka powieść kryminalna – Umierający detektyw
- 2011 Szklany Klucz
- 2012 Nagroda im. Palle Rosenkrantza za powieść Umierający detektyw